# Жовківський район
Жовківський район (у 1951—1991 роках — Нестеровський район) — колишній район України на півночі Львівської області.

### Розташування
Місто Жовква, яке 2003 року відзначило 400-річчя надання йому Магдебурзького права, знаходиться за 23 км на північ від Львова, біля підніжжя одного з крутих уступів Розточчя — гори Гарай.
Жовківський район розташований у північно-західній частині Львівської області і межує на півночі з Сокальським районом, на сході — з Кам'янко-Бузьким, на півдні з м. Львовом і Пустомитівським районом, на південному заході — з Яворівським і на північному заході — з Республікою Польща. Площа району в адміністративних межах становить 1294 км² або 5,9 % території області.
Жовківщина знаходиться у межах Волино-Подільської височини. Південно-західна частина району є частиною Розточчя — горбистою височиною у вигляді вузького плато з типовим ерозійним рельєфом. Середня висота району над рівнем моря 250 м, найвища точка району знаходиться на території Розточчя у масиві Гарай — 393 м.

### Корисні копалини
Корисні копалини району представлені покладами бурого і кам'яного вугілля, торфу, вапняків, гончарної глини, піску.
У Жовківському районі знайдено запаси коксівного вугілля, проводяться проектно-пошукові роботи, виконано роботи першого етапу «Геологічна оцінка» в рамках проекту будівництва нової шахти «Любельська-1» за участю іноземного капіталу.
Поблизу м. Жовква знайдені напірні сірководневі води з температурою на поверхні 39 градусів. Доцільні подальші пошуки та дослідження по використанню їх як термальних. Є джерела мінеральних вод.

### Клімат
Клімат атлантично-континентальний, характеризується високою вологістю (до 78 %), м'якими зимами, теплим літом, без посух. Середня річна норма опадів становить 610—635 мм. Максимальна кількість опадів випадає у червні і липні, мінімум — узимку.

### Ґрунти
Найпоширенішими типами ґрунтів є: дерново-підзолисті, сірі опідзолені, дернові, лучні та болотні ґрунти.

### Флора
Ліси займають 31 тис. га (23,4 % території району). Основними породами дерев є сосна і дуб (понад 60 % лісовкритої площі), бук (на Розточчі), граб, береза, вільха, ясен тощо.

### Гідрологія
Річки Жовківського району належать до басейну Західного Бугу — Рата з притоками Мощанка, Свиня, Желдець, Біла, а також допливи Полтви — Думниця і Яричівка. Загальна протяжність гідрографічної мережі району — 676,6 км.

## Історія
Історія формування Жовківського району бере свій початок з утворення в 1880 році Жовківського повіту в межах австро-угорської монархії, що охоплював 74 громади. А вже у 1881 році на території повіту були проведені перші вибори Жовківської повітової ради.
На початок Першої світової війни у Жовківському повіті активно діяли Народний Дім, філії «Просвіти», Руського Педагогічного Товариства, «Сільського господаря», військових організацій «Січові Стрільці», «Сокіл», «Пласт».
Згідно з адміністративно-територіальним поділом і переписом у 1931 році у Жовківському повіті було 3 міських та 68 сільських громад, всього — 288 населених пунктів.
Жовківський повіт у своїх межах проіснував до 17 січня 1940 року. Після з'єднання західно-українських земель з Українською РСР був змінений і адміністративний поділ. Саме тоді на території Жовківського повіту організовано три райони: Великомостівський, Куликівський і Жовківський. У цей час до Жовківського району входило 16 сільських рад.
13 лютого 1940 р. РНК УРСР прийняв постанову про виселення сіл, відведених під Львівський артполігон. Виселялися села Пашиця, Шкурханка, Шабельня, Юрки (Южки), Провала, І Пасіка, Голубці, Горбовці, Гутисько, Хитрейки Жовківського району.
Друга світова війна залишила слід в історії району, оскільки з цим періодом пов'язана діяльність осередків Організації Українських Націоналістів та боївок Української Повстанської Армії, що активно діяли в межах району до 1954 року.
Зі зміною назви Жовкви на Нестеров (на честь російського військового льотчика П. Нестерова) в 1951 році, змінено також назву Жовківського району на Нестеровський район.
У 1958 році Нестеровський район в тодішніх межах охоплював 1 міську й 11 сільських рад.
У 1959 році до його складу увійшла частина ліквідованого Куликівського району.
05.02.1965 Указом Президії Верховної Ради Української РСР передано Середкевичівську сільраду Нестеровського району до складу Яворівського району. 11 жовтня 1991 році Нестеровському району повернено колишню назву — Жовківський район.
25 травня 2014 року відбулися Президентські вибори України. У межах Жовківського району було створено 91 виборчу дільницю. Явка на виборах складала — 80,13 % (проголосували 65 144 із 81 300 виборців). Найбільшу кількість голосів отримав Петро Порошенко — 69,65 % (45 373 виборців); Юлія Тимошенко — 11,82 % (7 698 виборців), Олег Ляшко — 7,51 % (4 891 виборців), Анатолій Гриценко — 6,27 % (4 083 виборців). Решта кандидатів набрали меншу кількість голосів. Кількість недійсних або зіпсованих бюлетенів — 0,66 %.

## Адміністративний устрій
Адміністративно-територіально район поділяється на 3 міські ради, 2 селищну раду та 40 сільських рад, які об'єднують 55 населених пунктів і підпорядковані Жовківській районній раді. Адміністративний центр — місто Жовква, яке є містом обласного значення та не входить до складу району.

## Населення
Розподіл населення за віком та статтю (2001):
| Стать | Всього | До 15 років | 15-24  | 25-44  | 45-64  | 65-85 | Понад 85 |
| --- | ------ | ----------- | ------ | ------ | ------ | ----- | -------- |
| Чоловіки | 52 523 | 11 574      | 10 251 | 15 803 | 9622   | 5034  | 239      |
| Жінки | 56 643 | 10 967      | 8367   | 14 910 | 11 596 | 9979  | 824      |
| \| Статево-вікова піраміда \| Статево-вікова піраміда \| Статево-вікова піраміда \| \| ----------------------- \| ----------------------- \| ----------------------- \| \| Чоловіки \| Вік \| Жінки \| \| 239 \| 85 + \| 824 \| \| 345 \| 80-84 \| 1091 \| \| 866 \| 75-79 \| 2346 \| \| 1684 \| 70-74 \| 3100 \| \| 2139 \| 65-69 \| 3442 \| \| 2399 \| 60-64 \| 3340 \| \| 1838 \| 55-59 \| 2438 \| \| 2421 \| 50-54 \| 2701 \| \| 2964 \| 45-49 \| 3117 \| \| 4274 \| 40-44 \| 3933 \| \| 3956 \| 35-39 \| 3757 \| \| 3834 \| 30-34 \| 3577 \| \| 3739 \| 25-29 \| 3643 \| \| 4608 \| 20-24 \| 3868 \| \| 5643 \| 15-20 \| 4499 \| \| 4448 \| 10-14 \| 4212 \| \| 3986 \| 5-9 \| 3862 \| \| 3140 \| 0-4 \| 2893 \| |        |             |        |        |        |       |          |
| Статево-вікова піраміда |        |             |        |        |        |       |          |
| Чоловіки | Вік    | Жінки       |        |        |        |       |          |
| 239 | 85 +   | 824         |        |        |        |       |          |
| 345 | 80-84  | 1091        |        |        |        |       |          |
| 866 | 75-79  | 2346        |        |        |        |       |          |
| 1684 | 70-74  | 3100        |        |        |        |       |          |
| 2139 | 65-69  | 3442        |        |        |        |       |          |
| 2399 | 60-64  | 3340        |        |        |        |       |          |
| 1838 | 55-59  | 2438        |        |        |        |       |          |
| 2421 | 50-54  | 2701        |        |        |        |       |          |
| 2964 | 45-49  | 3117        |        |        |        |       |          |
| 4274 | 40-44  | 3933        |        |        |        |       |          |
| 3956 | 35-39  | 3757        |        |        |        |       |          |
| 3834 | 30-34  | 3577        |        |        |        |       |          |
| 3739 | 25-29  | 3643        |        |        |        |       |          |
| 4608 | 20-24  | 3868        |        |        |        |       |          |
| 5643 | 15-20  | 4499        |        |        |        |       |          |
| 4448 | 10-14  | 4212        |        |        |        |       |          |
| 3986 | 5-9    | 3862        |        |        |        |       |          |
| 3140 | 0-4    | 2893        |        |        |        |       |          |

Національний склад району станом на 2001 р.
| національності | кількість осіб | %     |
| -------------- | -------------- | ----- |
| українці       | 107 894        | 98,83 |
| росіяни        | 790            | 0,72  |
| поляки         | 201            | 0,18  |
| цигани         | 82             | 0,08  |
| білоруси       | 73             | 0,07  |
| вірмени        | 26             | 0,02  |
| молдовани      | 17             | 0,02  |
| азербайджанці  | 12             | 0,01  |
| узбеки         | 11             | 0,01  |
| інші           | 67             | 0,06  |
| всього         | 109 173        | 100   |

Загальна чисельність населення Жовківського району становить 108,3 тис. осіб, серед якого переважають сільські мешканці — 72,2 тис. або 66,7 %, міське населення налічує 36,1 тис. або 33,3 % (Жовква — 13,4 тис. ос., Рава-Руська — 8,0 тис., Дубляни — 9,8 тис., Куликів — 6,4 тис., Магерів — 2,4 тис. ос.).

## Економіка
Територіально-господарський комплекс Жовківського району спеціалізується в основному на виробництві хлібобулочних та кондитерських виробів, масла тваринного, твердих сирів, меблів, взуття, поліграфічної продукції, запчастин для автомобілів, дорожньої техніки, обладнання для доріг, лісозаготівлі і переробці деревини, виробництві сільськогосподарської продукції та її переробці.
Питома вага у Львівській області за обсягом промислової продукції становить 1,5 %, за обсягом валової продукції сільського господарства 7,8 %.
У районі налічується 25 промислових підприємств, з них 9 харчопереробних, 5 деревообробних, 5 металообробних, 2 поліграфічних підприємства тощо.
У районі функціонує 34 агроформування, 108 фермерських господарств.
Крім цього, в районі працює потужний приватний сектор (понад 22,3 тис. селянських господарств). Питома вага продукції, яка виробляється у приватному секторі становить близько 90,0 %.
Протягом останніх років активно розвивається сфера бізнесу. У районі здійснюють діяльність 449 малих підприємств та 2279 приватних підприємців.

### Підприємства
| Кількість економічних суб'єктів               | Кількість економічних суб'єктів | Кількість економічних суб'єктів |
| Галузь                                        | У районі                        | В області                       |
| --------------------------------------------- | ------------------------------- | ------------------------------- |
| Промисловість                                 | 25                              | 6693                            |
| Сільське господарство, лісництво і рибальство | 141                             | 3 053                           |
| Будівництво                                   | 9                               | 2 496                           |
| Торгівля                                      | 412                             | 12 553                          |
| Громадське харчування, ресторани, бари        | 72                              | 1 917                           |
| Готелі, туристичні заклади                    | 12                              | 1 917                           |
| Транспорт                                     | 7                               | 1 731                           |
| Сфера фінансів                                | 5                               | 702                             |
| Діяльність у сфері нерухомості                | 1                               | 488                             |
| Громадські організації                        | 46                              | 7 527                           |
| Освіта                                        | 77                              | 2382                            |
| Охорона здоров'я                              | 62                              | 1 583                           |
| Інші послуги                                  | 270                             | 7527                            |

| Провідні підприємства                           | Провідні підприємства | Провідні підприємства |
| Назва                                           | Місце розташування    | Галузь                |
| ----------------------------------------------- | --------------------- | --------------------- |
| ТзОВ "М'ясопереробне підприємство «Інтеркомерс» | смт. Куликів          | харчопереробна        |
| ДП «Рава-Руський спиртзавод»                    | м. Рава-Руська        | харчопереробна        |
| ВАТ «Рава-Руський маслозавод»                   | м. Жовква             | харчопереробна        |
| СП «Етрус»                                      | м. Дубляни            | харчопереробна        |
| СП «Галицькі традиції»                          | м. Жовква             | харчопереробна        |
| ДП «Рава-Руський шпалопросочувальний завод»     | м. Рава-Руська        | деревообробна         |
| Жовківський безалкогольний цех                  | м. Жовква             | харчопереробна        |
| СП «Агродерев»                                  | м. Рава-Руська        | деревообробна         |
| Жовківський держлісгосп                         | м. Жовква             | деревообробна         |
| Рава-Руський держлісгосп                        | м. Рава-Руська        | деревообробна         |
| ВАТ "Завод «Шляхіндустрія»                      | м. Жовква             | машинобудування       |
| ВАТ "Завод «Автомат»                            | м. Жовква             | машинобудування       |
| ТзОВ «Ливарний завод»                           | смт. Куликів          | металургія            |
| Видавництво «Місіонер»                          | м. Жовква             | поліграфічна          |
| ТзОВ «Агроінвест»                               | с. Сопошин            | металообробка         |
| ДП «Ен Джі Метал Україна»                       | смт. Куликів          | металообробка         |
| ТзОВ «Гульдманн-Україна»                        | смт. Куликів          | металообробка         |

## Транспорт
Районом проходить низка важливих транспортних коридорів, серед них автошлях E40 та E372.

## Соціальна сфера
У районі працює Рава-Руський ліцей, Рава-Руська гімназія, Львівський національний аграрний університет у Дублянах, де свого часу вчився Степан Бандера, 77 загальноосвітніх шкіл, в яких навчається до 16 тис. учнів. Функціонує 29 дошкільних закладів, в яких виховується близько 1600 дітей, Жовківський і Рава-Руський центри дитячої та юнацької творчості, дитячо-юнацька спортивна школа та районний дитячий оздоровчий табір «Росинка».
Медичну допомогу населенню району надають дві районні лікарні у м. Жовква та м. Рава-Руська, дві міські лікарні, шкірвендиспансер, 3 амбулаторії сімейної медицини, 12 амбулаторно-поліклінічних закладів, 59 ФАПів. У межах району функціонують чотири бази відпочинку та дитячо-молодіжний відпочинковий комплекс у с. Зіболки.
У районі працює 70 Народних домів, 74 бібліотеки, 10 колективів художньої самодіяльності носять почесне звання «самодіяльний народний». У містах Жовква, Дубляни діють дитячі школи мистецтв, у м. Рава-Руській — музична школа, у селищах Магерові, Куликові — філії цих шкіл.
У районі до послуг населення є 8 стадіонів з трибунами, 65 спортивних майданчиків, 57 футбольних полів, 7 стрілецьких тирів, 29 спортзалів, 13 майданчиків з гімнастичним обладнанням, 8 пристосованих приміщень для фізкультурно-оздоровчих занять, 2 приміщення для фізкультурно-оздоровчих занять з тренажерним обладнанням. Працюють дві дитячо-юнацькі спортивні школи, тенісний клуб «Олімп», шахово-шашковий клуб «Дебют», велосипедний клуб «Тандем», військово-патріотичний клуб «Лев», чотири футбольних клуби, діє Дитячо-юнацька футбольна ліга.
Значну роль в духовному розвитку особистості відіграють музеї, яких в районі є 8: музей історії Львівського державного аграрного університету, літературний музей ім. Л. Мартовича в с. Монастирок, музей історії в с. Любеля, музей історії Жовківської друкарні, літературний музей ім. А. Турчинської в смт. Куликів, музей історії Першої світової війни в с. Гійче, музей Степана Бандери в м. Дубляни, музей ім. Є. Коновальця в с. Зашків, який є філіалом Львівського історичного музею.

## Пам'ятки архітектури та культури

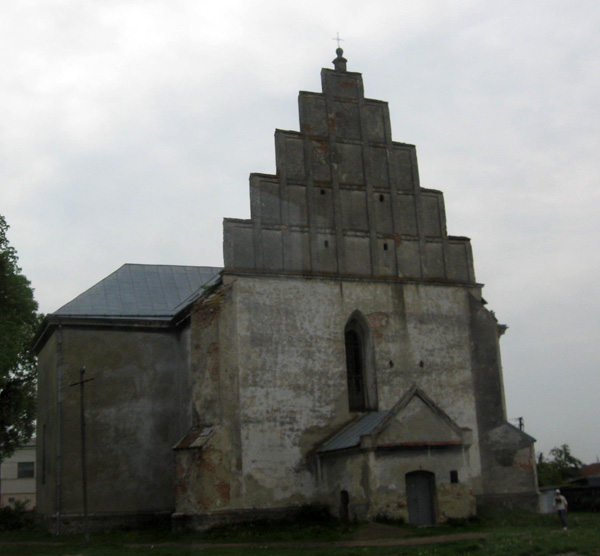
Готичний костел Св. Миколая, збудований у 1538 р.

Жовківщина багата пам'ятками історії, архітектури та культури. За кількістю пам'яток вона займає друге місце в області після Львова. Центр м. Жовкви має статус Державного історико-архітектурного заповідника.
Всього у районі нараховується: археологічних пам'яток — 27, пам'яток архітектури — 49, історичних — 82. Серед Жовківських пам'яток найвидатнішими є ансамбль костелу і монастиря домініканців у стилі бароко (1653 р.), Парафіяльний костел св. Лаврентія «Фара» (1606 р.), Жовківський замок (1594–1606 рр.), ренесансна синагога (1692–1700 рр.), дерев'яна Святотроїцька церква (1720 р.) — пам'ятка спадщини ЮНЕСКО.
Серед інших архітектурних перлин Жовківщини найбільшу цінність мають дерев'яна церква Параскеви (1723 р.), у Крехові, ансамбль Крехівського монастиря (XVII–XVIII ст.), найдавніша на Галичині дерев'яна церква Св. Духа (1502 р.) — пам'ятка спадщини ЮНЕСКО у с. Потелич. Усі ці архітектурні пам'ятки мають загальноєвропейське значення, що робить їх об'єктами не тільки вітчизняного, а й міжнародного туризму.

## Персоналії
Жовківщина багата не тільки визначними місцями, які пов'язані з історичними подіями, але і з життям і діяльністю видатних людей.
Деякі історики, зокрема І. Крип'якевич, С. Баронч, вважають, що Богдан Хмельницький народився в Жовкві і в одній з братських шкіл здобув початкову освіту, провів тут дитячі та юнацькі роки.
У місті жили і творили відомі художники XVII–XVIII ст. — Іван Руткович, Іван Пляхович, Дем'ян Раєвич, Василь Петранович та інші.
Високу оцінку забудові міста дав відомий політичний і церковний діяч Феофан Прокопович, який відвідав Жовкву в грудні 1706 року.
З Жовквою пов'язане і життя першого ігумена монастиря оо. Василіян митрополита Досифея.
В 1842–1845 роках в місті жив і працював історик Садок Баронч, автор праці «Пам'ятки міста Жовкви».
В Жовкві народився видатний український живописець Іов Кондзилевич (1664–1740).
Велику культурно-освітню діяльність проводили на Жовківщині братства, що діяли при церквах. Саме з Братським рухом тісно пов'язана діяльність уродженців с. Потелич визначних громадських та наукових діячів братів Лаврентія і Стефана Зизаніїв. Зокрема, Лаврентій Зизаній підготував для тогочасних педагогів «Лексис» (церковнослов'янсько-український словник) і «Граматику». Не менш відомим діячем був і Стефан Зизаній, який в 70-х роках XVI століття був обраний ректором Львівської міської школи.
Уродженцем с. Потелич був також ректор Київської братської школи (1621–1624 рр.), видатний освітній діяч, філософ та письменник Касіян Сакович (1578–1647 рр.).
Під час Першої світової війни в районі Жовкви проходили бої. Тут 8 вересня 1914 року російський військовий льотчик Петро Нестеров здійснив у повітряному бою перший таранний удар, збивши австрійський літак барона Розенталя. У цьому бою загинув і сам П. Нестеров.
У 1929–1934 роках в районі працював відомий вчений, історик Іван Крип'якевич, автор праць з історії України і міста Жовкви зокрема.
У с. Монастирок є літературно-меморіальний музей та могила українського письменника Леся Мартовича (1871–1916 рр.), який проживав в сусідньому с. Зубейки.
У с. Зашків народився полковник Української Народної Республіки, керівник корпусу Українських Січових Стрільців, засновник ОУН Євген Коновалець. Тут у 1991 році відкрито пам'ятник національному герою та садибу-музей.
З 1930 по 1933 рік в м. Дубляни на агрономічному факультеті навчався Провідник ОУН Степан Бандера. Зараз на його честь на корпусі колишньої академії встановлено меморіальну дошку, в Львівському державному аграрному університеті діє музей Степана Бандери, в жовтні 2002 року у м. Дубляни відкрито йому пам'ятник.
У с. Волиця Жовківського району народився видатний науковий діяч, літературознавець, академік Михайло Возняк (1881–1954 рр.) На його честь у с. Волиця школу названо його іменем.
У с. Забіря народився всесвітньо відомий скульптор Зиновій Федик.
У селищі Куликів народилась українська письменниця Агата Турчинська (1903–1971 рр.). Її ім'я носить середня школа, де відкрито меморіальний музей письменниці.
З селища Куликів походить народний артист України Богдан Ступка.
У с. Нова Кам'янка народилися кінорежисер Ярослав Лупій та його брат поет Олесь Лупій.
У с. Боброїди проживав відомий галицький краєзнавець Іван Гавришкевич
У с. Руда пішов з життя український письменник Павло Леонтович (1825—1880).